# Ius eligendi sepulchrum
Lo ius eligendi sepulchrum (dal latino eligere ovvero scegliere, decidere) è l'insieme delle norme giuridiche che garantiscono il diritto per la persona vivente di poter scegliere il luogo e il modo della sepoltura e obbligano l'autorità competente a sorvegliare, dopo la morte, che la volontà espressa dal soggetto sia completamente rispettata.

## In Italia
In Italia questo diritto è espresso essenzialmente dagli art. 5 del codice civile. La decisione del soggetto, per essere valida, deve essere:
1. dichiarata esplicitamente dallo stesso al parente più prossimo, in primis il coniuge o altrimenti i figli o gli ascendenti di primo grado.
2. scritta in un testamento olografo o depositato presso un notaio.
3. affidata ad un'associazione che, per la sua natura, si occupa di affari mortuari (per esempio un'associazione a favore della cremazione), che raccoglie, conserva ed attua la volontà del dichiarante.

Esecutore della scelta del soggetto sono gli eredi dello stesso o, sia in mancanza di questi sia nel caso che il soggetto ne abbia fatta esplicita richiesta, l'esecutore testamentario oppure il presidente dell'associazione crematoria alla quale la persona morta aveva affidato la volontà.

Compito di sorvegliare, dopo la morte del soggetto, che la volontà espressa sia rispettata, spetta alla polizia mortuaria, la quale, in caso di volontà di sepoltura non convenzionale (ad esempio, cremazione con successiva dispersione delle ceneri), può aprire un'indagine per verificare quali siano state le reali volontà del defunto.